# Henri Baudet
Ernest Henri Philippe (Han of Henri) Baudet (Den Haag, 29 januari 1919 – Leiden, 16 december 1998) was hoogleraar sociaal-economische geschiedenis in Groningen en buitengewoon hoogleraar in de geschiedenis van de mens/product-relaties in Delft.

## Jeugd
Han Baudet was zoon van de wiskundige Henry Baudet (1891-1921) en Ernestine van Heemskerck (1890-1971), afkomstig uit een Indische familie uit Kediri. Baudet volgde de HBS aan de Stadhouderslaan in Den Haag. Vervolgens studeerde hij wis- en natuurkunde aan de Universiteit Leiden. Daar stapte hij snel over naar de studie geschiedenis, waar hij bij onder anderen Johan Huizinga studeerde. Nadat de Leidse universiteit in 1941 was gesloten, deed Baudet kandidaatsexamen in Utrecht. Twee pogingen om als Engelandvaarder met de gebroeders Hommerson naar Engeland te ontsnappen mislukten. Na de oorlog studeerde Baudet in Leiden af met als hoofdvak middeleeuwse geschiedenis.

## Leven en werk
Direct na de oorlog ging Baudet werken bij het Algemeen Nederlands Persbureau, waar hij chef-redacteur van de Indische afdeling werd. Daarnaast werkte hij aan zijn promotieonderzoek aan de Leidse universiteit. In 1948 verdedigde Baudet zijn proefschrift (Onderzoekingen over het systeem der middeleeuwsche geschiedbeschouwing). Tussen 1948 en 1952 werkte Baudet als docent aan het Nederlandsch Lyceum in Den Haag. Van een jaar gezinsleven op het platteland in Frankrijk (Saint-Soupplets) deed hij verslag in het boek Mijn dorp in Frankrijk (1955). Van 1956 tot 1984 was Baudet vervolgens hoogleraar sociaal-economische geschiedenis aan de Rijksuniversiteit Groningen. Ondertussen gaf hij vanaf 1965 ook college aan de Technische Hogeschool in Delft, over de relaties tussen mens en machines. Hij was daar tussen 1982 en 1987 buitengewoon hoogleraar in hetzelfde vakgebied. In 1992 schreef Baudet een tweedelig gedenkboek, een historisch standaardwerk, bij gelegenheid van het 150-jarig bestaan van de Delftse technische universiteit.

## Persoonlijk
Baudet trouwde in januari 1945 met Senta Goverts (1924-2018), dochter van muziekcriticus en NSB-lid Jan Goverts. Beiden waren in de oorlog betrokken bij verzetswerk tegen de Duitsers. Han was nauw betrokken bij het laten onderduiken van joden in de provincie, Amsterdam en Den Haag. Voor het uitlenen van haar persoonsbewijs aan de joodse Liny Pajgin kreeg Senta Baudet in 1990 de onderscheiding Rechtvaardige onder de Volkeren. Ze kregen vier kinderen.
Baudet was een fanatiek schaker en begaafd cellist, en was lid van de Maatschappij der Nederlandse Letterkunde.
De Nederlandse politicus Thierry Baudet is zijn kleinzoon.

## Publicaties (selectie)
- De lange weg naar de Technische Universiteit Delft. Den Haag, Sdu, 1992-1993. 2 delen. ISBN 9012065909
- Een vertrouwde wereld. 100 jaar innovatie in Nederland. Amsterdam, Bert Bakker, 1986. ISBN 9035103785
- Het Paradijs op aarde. Gedachten over de verhouding van de Europese tot de buiten-Europese mens. Assen, Van Gorcum, 1959. Heruitgave 2017: ISBN 9789492161222
- Mijn dorp in Frankrijk. Assen, Van Gorcum, 1955. Vert. in het Frans: Mon village sous la IVe République (1965) en Mon village en France (1991, préf. d'Emmanuel Le Roy Ladurie)
- Onderzoekingen over het systeem der middeleeuwsche geschiedbeschouwing. Proefschrift Leiden, 1948